# NGC 928
NGC 929 est une galaxie spirale située dans la constellation de la Baleine. NGC 929 a été découverte par l'astronome américain Frank Müller en 1886.

## Caractéristiques
Sa vitesse par rapport au fond diffus cosmologique est de 4 574 ± 19 km/s, ce qui correspond à une distance de Hubble de 67,5 ± 4,7 Mpc (∼220 millions d'al).
La classe de luminosité de NGC 929 est I et elle présente une large raie HI.